# Туманы Авалона (мини-сериал)
«Туманы Авалона» — телевизионный мини-сериал в жанре фэнтези, снятый в 2001 году по одноимённому произведению Мэрион Брэдли. Совместное производство США, Германии и Чехии; режиссёр — Ули Эдель. Сериал, как и книга, представляет собой вольную интерпретацию легенды о короле Артуре.

## В ролях
- Джулианна Маргулис — Моргана
- Эдвард Аттертон — Артур
- Майкл Вартан — Ланселот
- Ганс Мэтисон — Мордред
- Кэролайн Гудолл — Игрэйна
- Саманта Мэтис — Гвиневра
- Майкл Бирн — Мерлин
- Марк Льюис Джонс — Утер Пендрагон